# Берлага Рудольф Якович
Рудольф Якович Берлага (1904–1964) — радянський фізик, педагог, доцент.

## Біографія
Р. Я. Берлага народився 17 жовтня 1904 року в Одесі.
У 1927 році закінчив  Одеський інститут народної освіти за спеціальністю «фізика», а в 1930 році — аспірантуру.. Викладав в Одеському інституті народної освіти та Одеському інституті соціального виховання.
З 1933 року працював в Одеському державному університеті , був доцентом кафедри загальної фізики. В 1938—1941 роках обіймав посаду декана фізико-математичного факультету. Був співробітником Українського науково-дослідного інституту фізики в Одесі.
У 1942—1946 роках викладав у Вищому військово-педагогічному інституті Червоної Армії. Мав військове звання капітана.
З 1946 року працював у Ленінградському державному університеті, обіймаючи посади доцента, заступника декана фізичного факультету; до 1962 року був заступником завідувача кафедри електрофізики, яку очолював академік О. О. Лебедєв.
У 1961 році очолив створену за його ініціативи проблемну лабораторію  фізики напівпровідників.
Помер у травні 1964 року в Ленінграді.

## Праці
- Влияние магнитного поля на кристаллизацию переохлажденных жидкостей/ Р. Я. Берлага // Записки Одесского физического института. — 1930. — Т. I. — № 4. — С. 15.
- О линейной скорости кристаллизации в магнитном поле/ Р. Я. Берлага, Ф. К. Горский// Журнал экспериментальной и теоретической физики. — 1934. — Т. 4, № 5. — С. 525—543.
- Сборник студенческих научных работ/ отв. ред. Р. Я. Берлага.// Труды Одесского университета. — 1939. — № 1. — 68 с.
- Температурная зависимость фотопроводимости сернисто-свинцовых фотосопротивлений/ Р. Я. Берлага, Ю. Н. Шувалов// Вестник Ленинградского государственного университета. –  1952. –  № 9. Серия  математики, физики и химии. — С. 121—131.
- Электронографическое исследование сернисто-свинцовых фотосопротивлений/ Р. Я. Берлага, С. Н. Гуральник, М. А. Румш// Вестник Ленинградского государственного университета. –  1952. –  № 9. Серия  математики, физики и химии. — С. 133—136.
- Электронно-микроскопические исследование поверхности германия/Р. Я. Берлага, П. П. Кононов, М. И. Руденок // Радиотехника и электроника. — 1961. — Т. 6 (№ 8). — С. 1370—1373.

## Нагороди
- Орден Трудового Червоного Прапора.
- Медаль «За перемогу над Німеччиною у Великій Вітчизняній війні 1941—1945 рр.»